# Bronisław Wojtarowicz
Bronisław Wojtarowicz (ur. 3 lutego 1895 w Krakowie, zm. 9 września 1987 w Reading) – pułkownik inżynier Wojska Polskiego.

## Życiorys
Po odzyskaniu przez Polskę niepodległości został przyjęty do Wojska Polskiego. Wziął udział w walkach podczas wojny polsko-bolszewickiej. Został awansowany do stopnia kapitana w korpusie oficerów zawodowych aeronautycznych lotnictwa wojskowego ze starszeństwem z dniem 1 czerwca 1919. W 1923, 1924 był oficerem 1 pułku lotniczego w garnizonie Kraków. Od października 1924 do sierpnia 1925 był dowódcą 16 eskadry wywiadowczej. Ukończył studia wyższe uzyskując tytuł inżyniera. Awansowany na stopień majora ze starszeństwem z dniem 1 stycznia 1928. Na przełomie lat 20./30. był oficerem 3 pułku lotniczego w Poznaniu.
Startował w zawodach lotniczych. Jako porucznik obserwator, wspólnie z kapitanem pilotem Stefanem Pawlikowskim na maszynie Breguet 14, wygrał I Krajowy Lot Okrężny w dniach 16–17 września 1922. W 1922 brał udział w pierwszym udokumentowanym przelocie nad Tatrami (wraz z Tadeuszem Praussem).
Po ogłoszeniu mobilizacji w sierpniu 1939 roku został mianowany dowódcą nowo stworzonej Bazy Lotniczej nr 4 w Toruniu. Po kampanii wrześniowej przedostał się do Wielkiej Brytanii. Otrzymał numer służbowy RAF P-1021, służył jako oficer techniczny. Po zakończeniu wojny pozostał na emigracji w Wielkiej Brytanii. Zmarł 9 września 1987 roku w Reading, został pochowany na cmentarzu w Caversham.

## Ordery i odznaczenia
- Medal Lotniczy (czterokrotnie)[13]
- Złoty Krzyż Zasługi (19 marca 1935)[14][15]
- Oficer Orderu Korony Rumunii (Rumunia, przed 1924)
- rumuńska Odznaka Pilota (1929)[16]